# 余灵
余炅（？—？），浙江衢州府開化縣人，明朝政治人物。
余炅於宣德十年（1435年）任興化府知府，正統七年（1442年）由陸孜接任。